# Plášť krále Artuše
Plášť krále Artuše je 18. epizoda 9. řady sci-fi seriálu Hvězdná brána.

## Děj
Podplukovník Samantha Carterová se snaží několik týdnů najít způsob, jak aktivovat Antické zařízení nalezené v Merlinově jeskyni viz epizoda (Avalon, část 1.). Když jí podplukovník Cameron Mitchell nabízí něco k snídani, Carterová aktivuje zařízení a oba jsou přesunuti do alternativní dimenze. Mezitím se SGC dozví, že byla napadena planeta Sodanů. Teal'c se spolu s SG-12 pokouší zjistit, co se stalo.
Na základně Daniel Jackson zjistí, porovnáním záběrů bezpečnostních kamer, že za zmizení jeho kolegů může Antické zařízení. Zpočátku se Dr. Bill Lee domnívá, že byli zmenšeni, ale tato teorie je rychle opuštěna. Daniel jde studovat rukopisy z Merlinovy jeskyně a zjistí, že Mitchell a Carterová byla přesunuti do jiné dimenze. Nicméně, zařízení existuje v obou dimenzích, a tak začnou komunikovat pomocí tlačítek na přístroji.
Mezitím, na planetě Sodanů se Teal'c dozví, že Volnek, Jaffa smrtelně zraněný Mitchellem v dřívější epizodě, zešílel po zásahu Převora Oriů a zabil všechny vesničany, s výjimkou Lorda Haikona, který je těžce zraněn. Haikon přežije, když mu jeden z členů SG-12 dá Tretonin, který kompenzuje smrt jeho symbiota. Haikon informuje Teal'ca, že Volnek používá maskovací zařízení a Teal'c se rozhodne jedno sám použít s cílem nalézt Volneka. Když se mu to podaří není schopen Volneka zabít ani tyčovou zbraní ani samopalem.
Mezitím, generál Hank Landry posílá SG-3 a SG-22 na podporu Teal'cova týmu, když se SG-12 nehlásí. Mitchell, stále neviditelný, se rozhodne připojit k pomoci. Volnek poškodil Oko bohů, zařízení k přenosu na místo s hvězdnou bránou. Tím uvěznil sebe, Teal'ca a SG-12 ve vesnici. Mitchell zjistí, že i když Teal'c a Volnek jsou maskováni, mohou jej vidět a slyšet, ale nemohou jej v jiné dimenzi zabít. Mitchell a Teal'c se rozhodnou nalákat Volneka do pasti, ve které nastraží miny. Miny by měly roztrhat Volnekovo tělo.
Mezitím na Zemi je Daniel přesunut chybou Dr. Leeho do jiné dimenze. Daniel je teď schopen číst z displeje Merlinova přístroje a zjišťuje, že Merlin chtěl zařízením ukrýt svůj nejnovější vynález před ostatními povznesenými bytostmi. Carterová je šokována, když zjistí, že se Merlin dobrovolně vzdal povznesení, aby mohl sestrojit zbraň schopnou zničit povznesené bytosti. Daniel vysvětluje, že Merlin věřil, že Oriové představují hrozbu pro lidi z Mléčné dráhy, a předpokládal, že Antikové nezasáhnou. Ze záznamů Daniel zjistí, že Merlin dokončil zbraň a adresu hvězdné brány na planetu, kde je zbraň ukryta.
Zpět v normální dimenzi se Dr. Lee stále šťourá v Antickém zařízení a nechtěně odčerpá téměř všechnu jeho energii. Danielovi se podaří přenést Carterovou a sebe zpět do normální dimenze. Bohužel, zařízení také ovlivní Mitchella na planetě Sodanů, kde se mu spolu s Teal'cem podařilo vlákat do pasti Volneka. Volnek je roztrhán na nepatrné a neškodné kousky. Mitchellovi se podařilo ukrást z Volnekovy kapsy kontrolní krystal dřív, než odpálil výbušninu a byl tak schopen opravit transportní zařízení.